# 晴れた日の森に死す
『晴れた日の森に死す』（はれたひのもりにしす、ノルウェー語 : Den som frykter ulven）は、ノルウェーの小説家、カーリン・フォッスムによる推理小説。〈セイエル警部〉シリーズ3作目。
1997年にノルウェーで刊行された。ノルウェー書籍販売業者協会の大賞を受賞している。2016年9月30日に東京創元社〈創元推理文庫〉より刊行された。カバーデザインは藤田知子による。
文芸評論家の杉江松恋は、「セイエル警部は風評に惑わされずに事件の真相を見極めようとしてエリケの主治医を訪ねる。ここが本書の美点で、社会から疎外される人を受け止めようとする誠実さを感じる。直感ではなく物証に基づいて真犯人が暴かれるラストと、そこにおけるセイエル警部の態度も素晴らしい」と評価している。

## あらすじ
ある日、エリケは精神病院〈ビーコン〉を抜け出した。エリケは森の中を進み、人が住まなくなって何十年も経つと思われる、荒れ果てた木造の小屋を見つけた。その小屋で彼は、銃弾の入った拳銃を見つける。ハルディスが鍬を使って草の掘り起こし作業をしている姿を、エリケはしばらく木陰から眺めていたが、エリケがハルディスの目の届くところにいきなり姿を現したため、ハルディスは驚いて不安な気持ちになる。
グルヴィンのもとへカニックが「ハルディスが死んでいる」と知らせに来る。カニックによると、ハルディスの家の近くにエリケがいたという。しかし、エリケは施設に入っているため、ハルディスの家の近くにいるはずはないと、グルヴィンは話す。しかし、エリケについては悪い噂でいっぱいだった。グルヴィンは、ハルディスの農場へ向かい、ハルディスの家で彼女が死んでいるのを確認した。彼女の左の眼には鍬が突き刺さっていた。エリケは、ハルディスを殺害した容疑で手配される。
次の日の朝、フォーケス銀行で強盗事件が起きる。目撃者によると、犯人は若い女性を人質に取って逃げたという。女子行員によると、犯人は天井に向けて銃を発砲したという。銀行強盗犯のモルガンは、人質を取ることは計画していなかった。事件が起きる前に、銀行の近くで銀行強盗犯を目撃していたセイエルは、その人物の印象を似顔絵捜査官のリスタに説明する。カニックは、ハルディスが殺された現場の近くで弓矢でカラスを射っていたという。グルヴィンは、エリケは森の周辺をうろついているのではないかと考え、スカラに「エリケがどこかの施設に収容されたら安心だ」と話す。
銀行強盗事件の捜査も難航していた。グルヴィンは、防犯カメラの映像に映った人質がエリケだと話す。モルガンは、エリケを人質に取ったが、彼が何も喋らず無表情なので不気味に思う。カニックは、ハルディスの死体がどのようなものだったか、そして現場近くの木陰に立っていたエリケがどのような様子だったかを、〈ギューテバケン〉の少年たちに話す。
モルガンは、エリケの行動や発言から、エリケが天才なのではないか、と思うようになる。モルガンとエリケは、エリケが24時間前に立ち寄った小屋にたどりつく。エリケはモルガンには内緒で、ベッドに拳銃があることを確認した。
セイエルは〈ビーコン〉を訪れ、精神科医のストゥリュアルに会う。ストゥリュアルは、エリケがハルディスを殺したと考えるのは間違っている、と話す。セイエルは、ストゥリュアルに、エリケが銀行強盗事件で人質に取られた上、犯人とエリケの行方がわからなくなっていることを話す。
セイエルは、ハルディス殺害事件には、何か非常におかしなところがあると話す。スカラは、エリケがハルディス殺害の犯人だと考えるが、セイエルは、エリケは犯人ではないと考える。スカラは、ブリッゲンから「ハルディスが自分は銀行にたくさんのお金を預けていると言っていた」ときく。
エリケは、泳げないと言っているのに、無理に泳がせようとするモルガンの鼻にかみ付く。そしてエリケは、モルガンの銃を湖の中へ投げ込む。モルガンは、ラジオのニュースをきき、エリケがハルディス殺害の犯人かもしれない、と知り、恐ろしさにふるえる。
セイエルは、ハルディスの死体と対面する。鍬の刃は、眉の下の眼窩に直接突き刺さり、頭蓋に達していた。スノーラソンは、ハルディスが衝動的に殺された可能性が高いと考える。セイエルは、エリケの母親は自宅の階段を踏み外して亡くなったとされているが、階段を踏み外した原因があるはずだ、と考える。
エリケが8歳のとき、階段で遊んでいると、仕立て屋の母は、剃刀の刃を唇に挟んだまま戸口に向かい、釣り糸につまづき、その拍子に刃を飲み込んでしまい、出血多量で死んだ。エリケがいる小屋のところにやってきたカニックが射た矢が、エリケの腿に刺さる。このことがきっかけで、カニックがエリケ、モルガンと小屋で対面し、3人が似た境遇にあることを確認し合う。モルガンは酒に酔い、当初の計画など忘れていた。一度眠りに落ち、モルガンが目を覚ますと、エリケが血を流して死んでいた。カニックが射た矢がエリケを死に至らしめたのだ、とモルガンは考える。カニックは、「エリケの死体を湖に沈めよう」というが、モルガンは、そんなことをしても意味はない、と考える。
セイエルらが小屋の近くまでやってくる。そしてセイエルは小屋の中でエリケの死体を発見する。セイエルは、カニックが弓用の手袋をしているのを見て、ハルディス殺害の犯人がエリケではなく、カニックだったのではないか、と考える。

## 登場人物
エリケ・ヨルマ・ピエテル
精神病院〈ビーコン〉に入院中の青年。24歳。生まれつき股関節が悪いため、左右に揺れながら歩く。フィンランドのヴァルティモで生まれる。
エルシ・ヨルマ
エリケの母親。故人。1950年生まれ。
ハルディス・ホーン
農家の女性。76歳。フィンネマルカに住む。
トルヴァル・ホーン
ハルディスの夫。故人。
ロベルト・グルヴィン
地区警官。巡査。
カニック・スネリンゲン
少年院〈ギューテバケン〉に入所中の少年。12歳。弓が入っているケースをいつも持ち歩いている。
マルグン
〈ギューテバケン〉の職員。50歳代の女性。
コンラッド・セイエル
警部。50歳。デンマーク生まれ。コルバルクという犬を飼っている。
エリーサ
セイエルの妻。故人。
ヤーコブ・スカラ
セイエルのの部下。
カールスン
警官。
モルガン
銀行強盗犯。本名は、モルトゥン・グルペア。
カーシュテン
〈ギューテバケン〉の少年。
シーモン
〈ギューテバケン〉の少年。
シーヴェルト
〈ギューテバケン〉の少年。
ヤン・ファーシュタ
〈ギューテバケン〉の少年。
ソーラ・ストゥリュアル
〈ビーコン〉の精神科医。40歳代半ば。女性。
ギャハル・ストゥリュアル
ソーラの父親。
オッデマン・ブリッゲン
食料雑貨店の店主。ハルディスに品物を届けていた。
ヘルガ
ハルディスの姉。ハンメルフェストに住む。
ヨーナ
ブリッゲンの店のレジ係。
クリストフェル・マイ
ハルディスの姉の孫息子。
クリスティアン
カニックに弓を教えている。
スノーラソン
医師。
トミー・ライン
ブリッゲンの店の元従業員。オッデマンの身内。元犯罪者。
トーマス・ライン
クリストフェル・マイが住むアパートの家主。
ヨハンネス
農夫。
エルマン
警察官。